# Albert Hill (Leichtathlet)
Albert George Hill (* 24. März 1889 in Southwark, London; † 8. Januar 1969 in London (Ontario), Kanada) war ein britischer Leichtathlet und Olympiasieger.

## Karriere
Hill begann seine sportliche Laufbahn als Langstreckenläufer. Bereits 1910 gewann er die britischen AAA-Meisterschaften über 4 Meilen. Die beginnende Karriere wurde 1914 durch den Ausbruch des Ersten Weltkrieges gestoppt, wie bei den meisten Athleten dieser Zeit. Nach dem Krieg setzte er seine sportliche Laufbahn fort, jetzt allerdings als Läufer der Mittelstrecken, und gewann bei den AAA-Meisterschaften 1919 Gold über 880 Yards und über eine Meile. In die Olympiamannschaft wurde er trotz seiner Siege nicht aufgenommen, da das dafür verantwortliche Komitee ihn mit seinen 31 Jahren für zu alt hielt. Erst 1920 wurde entschieden, dass er doch an der Olympiade teilnehmen konnte.
Bei den Olympischen Spielen 1920 in Antwerpen gewann er im 800-Meter-Lauf die Goldmedaille, vor dem US-Amerikaner Earl Eby und dem Südafrikaner Bevil Rudd, und die Goldmedaille im 1500-Meter-Lauf vor dem Briten und späteren Friedensnobelpreisträger von 1959 Philip Noel-Baker und dem US-Amerikaner Lawrence Shields. Eine Silbermedaille erhielt er für den 2. Platz im 3000-Meter-Mannschaftslauf, zusammen mit seinen Teamkollegen Joe Blewitt und William Seagrove; die britische Mannschaft platzierte sich dabei zwischen den Teams aus den USA und Schweden.
Nachdem Hill 1921 noch einmal bei den AAA-Meisterschaften über eine Meile gewonnen hatte, beendete er seine aktive Sportlerlaufbahn und wurde selbst zum Trainer. Kurz vor Ausbruch des Zweiten Weltkrieges emigrierte er nach Kanada, wo er 1969 verstarb.